# Riekoperla darlingtoni
Riekoperla darlingtoni (лат.) — вид веснянок, эндемик района горы Donna Buang на крайнем юго-востоке Австралии.
Большинство особей вида были найдены на расстоянии не более 1 км от вершины горы. Только одно местонахождение находилось в 3 км от вершины, но там этих веснянок не встречали с 1999 года. Таким образом, площадь всего нынешнего ареала вида составляет менее 2 км². Личинки этого вида обитают в небольших сезонных ручьях в умеренных горных влажных эвкалиптовых лесах с преобладанием Eucalyptus delegatensis и Eucalyptus nitens и участками нотофагуса Каннингема. С 2005 по 2012 годы наблюдалось резкое сокращение численности вида: если в 2005 году в типовом местонахождении было зафиксировано примерно 5000 личинок этих веснянок, то в 2011 и 2012 годах удалось обнаружить всего около 500 личинок.
Это один из всего двух бескрылых видов веснянок в Австралии. Имеет длинные антенны, размер которых составляет до 100 % длины тела.